# Râul Ayalon

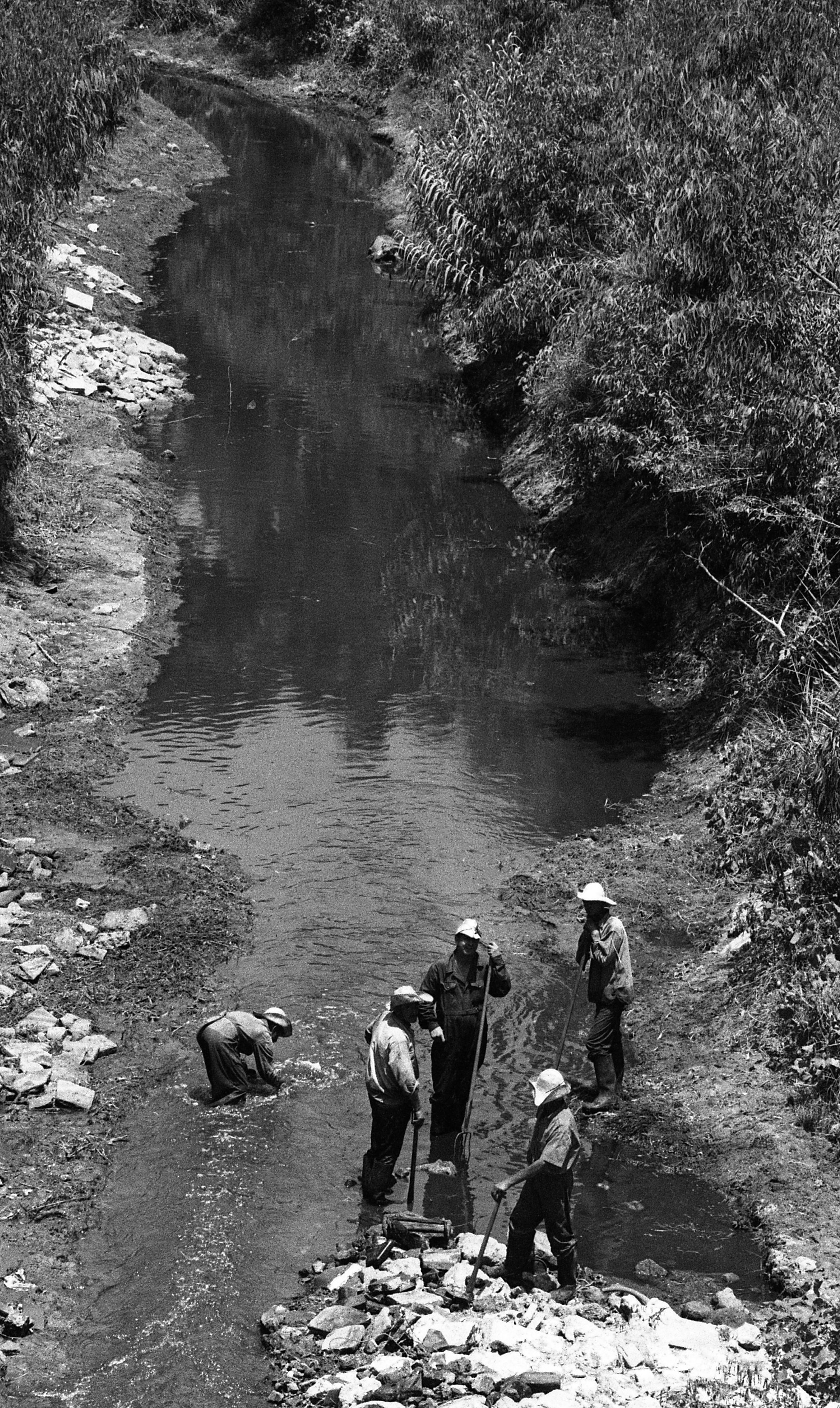
Curățarea râului Musrara (Ayalon), 1969

Râul Ayalon (în ebraică נחל איילון, Nahal Ayalon; Nahr el-Barideh sau Wadi Musrara in arabă) este un pârâu peren din Israel, originar din Dealurile Iudeei și care se varsă în râul Yarkon în zona Tel Aviv.
Lungimea totală a râului Ayalon este de aproximativ 50 de kilometri și drenează o suprafață de 815 kilometri pătrați. El începe în Dealurile Iudeei la nord-vest de Ierusalim în apropiere de așezările israeliene din Giv'at Ze'ev și Giv'on HaHadasha, curge prin Valea Ayalon din regiunea Shephelah, ajunge la Câmpia de coastă și trece în apropiere de Aeroportul Ben Gurion, este deviat. din albia sa originală printr-un canal de beton artificial  de-a lungul Autostrăzii Ayalon nord-sud se învecinează cu Tel Avivul central la est și se varsă în râul Yarkon în cartierul Bavli din Tel Aviv.
La est de Tel Aviv, Ayalonul trece prin noul Parc Ariel Sharon, un proiect grandios centrat pe fosta groapă de gunoi Hiriya și, din 2004, unul dintre cele mai mari proiecte de reabilitare a mediului din lume, proiectat de arhitectul peisajului terestru Peter Latz și planificat să fie finalizat până în 2020.